# Zoramthanga

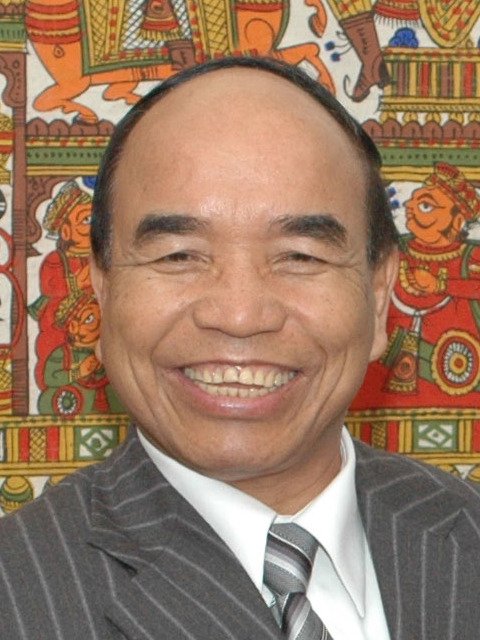
Zoramthanga 2008

Zoramthanga (* 13. Juli 1944 im Dorf Samthang) ist Parteiführer der indischen Regionalpartei Mizo National Front (MNF) und war vom 3. Dezember 1998 bis 11. Dezember 2008 zehn Jahre Chief Minister des indischen Bundesstaates Mizoram. Seit dem 15. Dezember 2018 ist Zoramthanga erneut amtierender Chief Minister von Mizoram.

## Lebensweg
Zoramthanga ist das zweitjüngste Kind von Darphunga und Vanhnuaichhingi. Er hat fünf Brüder und drei Schwestern. Nach Grund- und Mittelschule besuchte er ab 1957 die High School in Champhai. Zwar bestand er 1961 die universitären Aufnahmeprüfungen, seine Familie konnte sich jedoch die Studiengebühren nicht leisten. Es gelang ihm jedoch 1963 in das D. M. College von Imphal eingeschrieben zu werden. Um seinen Lebensunterhalt zu finanzieren, arbeitete er sein ganzes Studium hindurch in einem Steinbruch.

### Kampf gegen die indische Zentralregierung
Seit den Unruhen 1966, als die indische Zentralregierung begann, bis zu 60.000 Mizo in Wehrdörfer, oft nur mit 24-stündiger Vorwarnung, zwangsweise umzusiedeln, war er für die MNF im Untergrund aktiv. Für die nächsten drei Jahre war er Kommandeur im Gebiet Run Bung. Als die MNF-Kader 1969 nach Ostpakistan gingen, wurde er vom Parteipräsidenten Laldenga zu seinem Sekretär gemacht. Diese Stellung behielt er sieben Jahre auch im pakistanischen Exil 1972–76 in Islamabad.
Er und Tawnluia, der später Innenminister von Mizoram werden sollte, begleiteten den Parteiführer zu den Verhandlungen an verschiedenen Orten der Welt. Sie kehrten mit ihm dann auch im Januar 1976 nach Delhi zurück. Als sie 1979 dort festgesetzt wurden flüchtete er mit Tawnluia in das Dschungelcamp der Organisation nach Arakan, wo er als stellvertretender Parteivorsitzender agierte.

### Politiker
Nach Unterzeichnung des Friedensabkommens und der Schaffung des Bundesstaates Mizoram im Jahr 1987 war er Vertrauter des ersten Chief Ministers Laldenga. Er leitete in dessen Regierung das Finanz- und Erziehungsministerium. Nach dem Tode Laldengas im Sommer 1990 übernahm er den Parteivorsitz.
Nach dem Sieg der MNF bei der Wahl 1998 wurde er der fünfte Chief Minister Mizorams und amtierte bis zur Wahlniederlage 2008 gegen die von Lalthanhawla geführte Kongresspartei. Anfang 2007 hatte er veranlasst, dass Charlton Lien Amo, mit einer der wenigen verbleibenden bewaffneten Gruppen, der Hmar Peoples Convention (Democracy) Verhandlungen aufnahm. In das Ende seiner Amtszeit fällt die demokratisch gebotene vollständige Trennung von Exekutive und Judikative.
Nach dem Wahlsieg der MNF bei der Parlamentswahl in Mizoram am 28. November 2018 ist Zoramthanga seit dem 15. Dezember 2018 erneut Chief Minister von Mizoram. Unter seiner Regierung wurde mit Wirkung vom 28. Mai 2019 erneut die Prohibition in Mizoram eingeführt, die schon in den Jahren 1997 bis 2015 dort gegolten hatte.

### Familie
Zoramthanga ist seit 1988 mit Roneihsangi verheiratet. Sie haben einen Sohn Ramthansiama und eine Tochter Milari. Er ist praktizierender presbyterianischer Christ.